# Transporte sostenible
El transporte sostenible es un concepto poliédrico: se puede hablar de una sostenibilidad económica, orientada fundamentalmente a la resolución de las situaciones de congestión que vive el transporte en muchos puntos, pero también a la interiorización del coste derivado, y de una sostenibilidad medioambiental, ligada directamente a la influencia que los sistemas de transporte ejercen sobre el medio ambiente a través de la emisión de gases o partículas contaminantes, los accidentes que provoca el vertido de sustancias peligrosas al mar, por ejemplo, o el cumplimiento de los tratados y acuerdos concretos sobre esta materia, como el Protocolo de Kioto de 1997, suscrito por la Unión Europea durante el año 2002.
El transporte es una de las industrias en las cuales se puede tener avances, esto con el fin de ayudar a disminuir las emisiones de gases de efecto invernadero. A través de los últimos años, se han dado grandes pasos en la ingeniería de vehículos eléctricos y ya existe un avión solar, el Solar Impulse el cual ha sido capaz de demostrar que incluso un vehículo tan grande como un avión puede ser propulsado con energías limpias.

## Libro Blanco del Transporte
La Comisión Europea adoptó, en septiembre de 2001, el Libro Blanco del Transporte bajo el título "La política europea de transportes de cara al 2010: la hora de la verdad", documento que recoge una serie de iniciativas y propuestas legislativas que la Comisión prevé adoptar para desarrollar la política común de transportes durante el periodo 2000-2010. Se querían comunicar tres mensajes principales:
- Buscar el equilibrio de los diferentes modos de transporte para garantizar la movilidad en una Europa ampliada.
- Luchar contra la congestión y los efectos medioambientales.
- Reorientar la política de transportes hacia los ciudadanos que exigen mayor seguridad, mayor calidad y mayor protección en sus desplazamientos.

## Eurorregión y Redes Transeuropeas
El Tratado de Maastricht de 1992 recoge la creación de las redes transeuropeas en los sectores de infraestructuras de transportes, telecomunicaciones y energía.
Se trata de una en un único ámbito una serie de acciones que hasta entonces se desarrollaban en el marco de otras políticas de la Unión (transportes, industria y política regional). Las redes transeuropeas constituyen un elemento esencial para reforzar el mercado interior y el crecimiento económico, así como la cohesión económica y social de la UE, y esto es lo que se pretende conseguir a través de la definición, planificación y ejecución de los ejes de transporte estratégicos y de los proyectos prioritarios capaces de propiciar una mejora substancial de las comunicaciones entre los países miembros de la UE. En la última revisión de las orientaciones de las redes transeuropeas de transportes, de 2003, se incluyeron en calidad de proyectos prioritarios en el desarrollo de la red tanto la conexión ferroviaria de alta velocidad Madrid-Barcelona-Perpignan (para antes del año 2010) como la travesía de gran capacidad de los Pirineos, a un horizonte más lejano. Ambos proyectos se encuentran en el espacio geográfico de la eurorregión y desempeñan un papel vital en la definición de las estrategias concretas de transportes de sus miembros.

## Nuevo impulso al ferrocarril
En los próximos años tenemos que vivir un impulso del sistema ferroviario que permita que éste se consolide como el elemento central de los servicios intermodales de transporte tanto de viajeros como de mercancías. Conseguir que el ferrocarril gane cuota en el reparto modal es un objetivo básico para consolidar un sistema de transportes más sostenible. Además de los servicios de largo recorrido, para distancias superiores a los 600 km, las nuevas infraestructuras ferroviarias de alta velocidad deben permitir el establecimiento de unos servicios de carácter eurorregional que reduzcan la distancia real, entendida como tiempo de viaje, de las principales ciudades de la eurorregión.

## Transporte por carretera
Pese a la importante apuesta que se debe hacer por el ferrocarril, éste nunca llegará a sustituir totalmente las funciones de la carretera, que seguirá desempeñando un papel fundamental en la estructuración del sistema de transporte y en funciones de equilibrio del territorio y mejora de accesibilidad en todos aquellos lugares a los que el ferrocarril no puede llegar. Es necesario incrementar la capacidad de los principales ejes viarios con el objetivo de evitar la congestión, que puede poner en crisis la eficiencia global del sistema económico; a la vez, hay que evitar que los tráficos de paso distorsionen la movilidad de los ámbitos metropolitanos llevando a cabo actuaciones de segregación de tráficos en función de su recorrido.

## Autopistas del mar
La última revisión de las orientaciones de las redes transeuropeas de transportes, de 2003, incorporó, por primera vez, las autopistas de mar como uno de los proyectos prioritarios que hay que favorecer en lo sucesivo bajo la óptica de propiciar un mayor reequilibrio entre los modos de transporte. Según lo que se recoge en las recomendaciones de la Comisión, el desarrollo de las autopistas del mar se convierte en una prioridad con la misma importancia que el fomento de la red ferroviaria o de la red de carreteras y constituye un mecanismo eficaz para garantizar la accesibilidad a las regiones más periféricas de la Unión. La Comisión Europea dispone, cada vez con mayor decisión, de los recursos económicos necesarios para permitir la creación de nuevas rutas marítimas integradas en las autopistas del mar, y recientemente se ha puesto en marcha la nueva convocatoria para determinar las iniciativas que se beneficiarán de las subvenciones Marco Polo.

## Eurorregión y aeropuertos
La principal línea de actuación en el sistema aeroportuario consiste en consolidar el sistema de aeropuertos eurorregionales, de modo que se establezcan mecanismos de cooperación entre los distintos aeropuertos que permitan crear un sistema de nodos multipolar para conseguir evitar problemas de congestión y ofrecer a los ciudadanos las máximas ofertas de destinos. El sistema aeroportuario debe poder combinar una buena oferta de aviación regional que permita alimentar y concentrar servicios en los aeropuertos con vocación de vuelos de más larga distancia. Para ser competitivos dentro de un mundo global hay que asegurar las conexiones fluidas y fáciles, y las características periféricas del territorio de la eurorregión obligan a dotarla de una buena oferta aeroportuaria.